# Гош, Эфрат
Эфра́т Гош (ивр. אפרת גוש‎; род. 3 ноября 1983 года, Герцлия, Израиль) — израильская певица.

## Биография
Эфрат Гош родилась и выросла в Герцлии, где с младшим и старшим братьями познакомилась с творчеством таких исполнителей как Билли Холидей, Эдит Пиаф, Луи Армстронг и Чарли Паркер.
Музыкальная карьера Эфрат Гош началась когда друзья спросили сможет ли она записать демоверсию песни с Йо́ни Блохом, который писал песни для Нурит Галрон (популярной израильской певицы). Гош согласилась и через неделю её попросили стать бэк-вокалисткой в шоу Блоха. Это шоу оказалось очень важным в карьере певицы, так как при выступлении Блох и Гош увидели среди зрителей одного из руководителей крупнейшей израильской звукозаписывающей компании в то время, NMC, по имени Ха́им Ше́меш. Именно с этой компанией был подписан контракт у Блоха.
Шемеш, имея за плечами опыт работы с такими израильскими артистами и коллективами как Авив Геффен, «Эйфо а-Йелед», «а-Хаверим шель Наташа», «а-Йеудим», Эвийатар Банай и другими, был настолько впечатлён бэк-вокалисткой Гош, что после шоу отправился за кулисы и просил её подписать с ним контракт.
После длительного периода строго профессиональных отношений, Гош и Шемеш в настоящее время находятся в более близких отношениях и несмотря на 25-летнюю разницу в возрасте, живут вместе в городе Эвен-Егуда. Ради совместной жизни с Гош Шемеш оставил свою третью жену и двух детей.
В 2010 году Гош, выпустившая мини-альбом «А-а-а-ахава» (ивр. אה אה אה אהבה‎ — «А-а-а-любовь»), была названа в ежегодном хит-параде радиостанции «Гальгалац» певицей года в Израиле. Титульная песня альбома заняла в этом хит-параде пятое место.

## Дискография
- Efrat Gosh (2005)
- Forgiveness and Me (2007)
- Ah ah ah Love (2010)